# Konrad Swinarski
Konrad Ksawery Swinarski (né le 4 juillet 1929 à Varsovie et mort le 19 août 1975 près de Damas) est un metteur en scène de théâtre et d'opéra, réalisateur de cinéma et de télévision, scénographe et décorateur polonais
Il a créé son propre style, grâce auquel il est considéré comme l'un des artistes les plus originaux et les plus remarquables de l'histoire du théâtre polonais,. Il a influencé des metteurs en scène polonais tels que Jerzy Grzegorzewski (pl), Krystian Lupa, Jerzy Jarocki, Maciej Prus (pl), Grzegorz Jarzyna (pl) ou Krzysztof Warlikowski.

## Biographie

### Jeunesse et études
Konrad Swinarski est né le 4 juillet 1929 à Varsovie, capitale de la Pologne. Son père est le lieutenant-colonel Karol Świnarski (pl), sa mère Irmgarda Liczbińska, issue d'une famille polono-allemande de Silésie.
Il étudie à l'Académie des beaux-arts (pl) de Katowice, à Sopot, au département des arts de la scène de l'Académie des beaux-arts de Łódź et au département de mise en scène de l'Académie de théâtre Alexandre-Zelwerowicz de Varsovie.
Pendant ses études de mise en scène, il assiste les metteurs en scène Bohdan Korzeniewski (pl) et Erwin Axer (pl).
Il termine ses études en 1955, mais ne reçoit son diplôme qu'en 1972, pour sa mise en scène de la comédie Le Songe d'une nuit d'été de William Shakespeare au Théâtre Stary de Cracovie.
De 1973 à 1975, il enseigne à l'École nationale supérieure de théâtre Ludwik-Solski.
Pendant ses études, il se passionne pour les œuvres de Bertolt Brecht. En 1954, avec Przemysław Zieliński, il met en scène la pièce de Brecht Les Fusils de la mère Carrar.

### Carrière
Il fait ses débuts sur scène avec la mise en scène de la comédie Żeglarz (pl) de Jerzy Szaniawski (pl), dont la première a eu lieu le 14 mai 1955 au théâtre Wojciech Bogusławski de Kalisz (pl) de Kalisz.
De 1955 à 1957, il effectue un stage à Berlin au Berliner Ensemble, où il assiste Bertolt Brecht. Avec d'autres assistants, il participe à l'achèvement de la mise en scène de la pièce Grand-peur et misère du IIIe Reich, commencée par Brecht avant sa mort.
Après son retour en Pologne, il monte des pièces dans les théâtres de Varsovie : Dramatyczny, Współczesny, Ateneum et Narodowe, ainsi qu'au théâtre Wybrzeże (pl) de Gdańsk. Il a également réalisé des mises en scène à l'étranger, principalement en Allemagne.
En 1965, il entame une longue collaboration avec le Théâtre Stary de Cracovie. C'est là qu'ont été montées ses productions les plus célèbres. En particulier, sa mise en scène exceptionnellement originale de Dziady d'Adam Mickiewicz, créée le 18 février 1973, est entrée dans l'histoire.
La dernière première de Swinarski au théâtre Stary est la première de Wyzwolenie (pl) de Stanisław Wyspiański qui a lieu le 30 mai 1974. La production est largement acclamée comme un chef-d'œuvre.
En 1975, il commence à préparer une production d'Hamlet de William Shakespeare au théâtre Stary, mais le travail est interrompu par la mort du metteur en scène.

### Mort
Le 19 août 1975, il meurt dans l'accident d'un avion Iliouchine Il-62, qui s'écrase à cause d'une erreur de pilotage alors qu'il s'apprêtait à atterrir près de Damas, en Syrie. Il se rendait à Chiraz à l'invitation de l'impératrice iranienne Farah Pahlavi pour un festival d'art. Il était prévu que son Dziady soit présenté au festival de Chiraz l'année suivante. Il est enterré au cimetière militaire de Powązki à Varsovie (section A37-4-4).

## Hommages
Après la mort de l'artiste, les rédacteurs du magazine bihebdomadaire Teatr (aujourd'hui mensuel) ont créé le prix Konrad Swinarski (pl), décerné chaque année à des metteurs en scène pour la réalisation artistique la plus remarquable de la saison. Au fil des années, ce prix a récompensé certains des plus grands metteurs en scène polonais, notamment Henryk Tomaszewski, Jerzy Jarocki, Maciej Prus (pl), Jerzy Grzegorzewski (pl) ou Janusz Wiśniewski (pl).

## Crédit d'auteurs
- (pl) Cet article est partiellement ou en totalité issu de l’article de Wikipédia en polonais intitulé « Konrad Swinarski » (voir la liste des auteurs).